# Cantone di Alès-Ovest
Il Cantone di Alès-Ovest era una divisione amministrativa dell'arrondissement di Alès.
A seguito della riforma approvata con decreto del 24 febbraio 2014, che ha avuto attuazione dopo le elezioni dipartimentali del 2015, è stato soppresso.

## Composizione
Comprendeva parte della città di Alès e i comuni di:
- Cendras
- Saint-Christol-lès-Alès
- Saint-Jean-du-Pin
- Saint-Paul-la-Coste
- Soustelle